# Associazione Sportiva Siracusa 1961-1962
Questa voce raccoglie le informazioni riguardanti l'Associazione Sportiva Siracusa nelle competizioni ufficiali della stagione 1961-1962.

## Rosa
| N. |                    | Ruolo | Calciatore               |
| -- | ------------------ | ----- | ------------------------ |
|    | Italia (bandiera)  | C     | Salvatore Alicata        |
|    | Italia (bandiera)  | A     | Sebastiano Alicata       |
|    | Italia (bandiera)  | C     | Carlo Azzali             |
|    | Italia (bandiera)  | C     | Eros Baccalini           |
|    | Italia (bandiera)  | C     | Pietro Bibolini          |
|    | Uruguay (bandiera) | C     | Washington Cacciavillani |
|    | Italia (bandiera)  | D     | Enrico Cairoli           |
|    | Italia (bandiera)  | C     | Natale Casisa            |
|    | Italia (bandiera)  | A     | Emanuele Imbesi          |
|    | Italia (bandiera)  | P     | Oreste Lemonnier         |

| N. |                   | Ruolo | Calciatore           |
| -- | ----------------- | ----- | -------------------- |
|    | Italia (bandiera) | A     | Alceo Luna           |
|    | Italia (bandiera) | D     | Guglielmo Magazzù    |
|    | Italia (bandiera) | A     | Delfo Montalti       |
|    | Italia (bandiera) | C     | Mario Panigada       |
|    | Italia (bandiera) | P     | Vincenzo Ravera      |
|    | Italia (bandiera) | A     | Salvatore Rubino     |
|    | Italia (bandiera) | C     | Franco Russi         |
|    | Italia (bandiera) | D     | Bartolomeo Tarantino |
|    | Italia (bandiera) | A     | Rocco Testa          |